# Anthostomella nypensis
Anthostomella nypensis är en svampart som beskrevs av K.D. Hyde, Alias & B.S. Lu 1999. Anthostomella nypensis ingår i släktet Anthostomella och familjen kolkärnsvampar.   Inga underarter finns listade i Catalogue of Life.